# Operalnia
Operalnia lautete im 18. Jahrhundert die Bezeichnung für das Königlich-Polnische Opernhaus in Warschau, das 1748 auf Geheiß Augusts III. (1733–1763) am Rande des Sächsischen Gartens (Ogród Saski) von Carl Friedrich Pöppelmann (1696/97–1750) erbaut wurde.
Das Opernhaus entstand an der Stelle des unter August dem Starken (1697–1733) errichteten Königlichen Hoftheaters, das 1725 als das erste ständige öffentliche Theater Polens erbaut worden war und zu dessen Vorstellungen jedermann Karten im Sächsischen Palais (Pałac Saski) in Warschau erwerben konnte.
Das neue, geräumigere Opernhaus von 1748 bot ca. 600 Personen Platz und sah größtenteils den Besuch durch das polnische Bürgertum vor; nur der kleinere Teil des Hauses war für den Adel und das diplomatische Korps reserviert. Wie schon unter August dem Starken wurden auch durch August III. die besten Künstler der Zeit nach Warschau eingeladen. Unter der Leitung von Johann Adolph Hasse (1699–1783) sang die berühmte Primadonna Regina Mingotti (1722–1808); Europas führende Bühnenbildner, die Gebrüder Francesco und Giuseppe Galli da Bibiena aus Venedig besorgten die Ausstattung. Als Ballettchoreographen wirkten mit Antoine Pitrot (1727–1792) und Jean Georges Noverre (1727–1810), gleichfalls die führenden Künstler der Zeit. Neben Oper und Ballett wurde im Hause das Theater gepflegt, so etwa das Werk Carlo Goldonis (1707–1793).
Beim Warschauer Publikum stieß das Repertoire indessen auf starke Vorbehalte. Kritisiert wurde der „fremdländische“ Charakter des (hauptsächlich in Italienisch und Französisch vorgetragenen) Programms. Auch wurden etliche Darstellungen als zu freizügig und mitunter obszön empfunden. Bereits einige Bühnenbilder und Aufführungen unter August dem Starken, der französische Schauspieltruppen nach Warschau eingeladen hatte und Stücke von Molière, Corneille und Racine spielen ließ, hatten zu Publikumsskandalen geführt.
Nach dem Tod Augusts III. hielt sich die Operalnia denn auch nicht mehr und wurde am 19. November 1765 vom neuen König Stanislaus Poniatowski (1764–1795) in das erste Polnische Nationaltheater umgewidmet.